# Łukasz Sekulski
Łukasz Sekulski (Płock, 1990. november 3. –) lengyel labdarúgó, a Wisła Płock csatárja.

## Pályafutása
Sekulski a lengyelországi Płock városában született. Az ifjúsági pályafutását a helyi Stoczniowiec Płock akadémiájánál kezdte.
2007-ben mutatkozott be a Wisła Płock másodosztályban szereplő felnőtt csapatában. A 2009–10-es szezonban a Raków Częstochowa csapatát erősítette kölcsönben. 2014-ben a Stal Stalowa Wolához, majd 2015-ben az első osztályú Jagiellonia Białystokhoz igazolt. A ligában 2015. július 9-én, a Korona Kielce ellen 3–2-re elvesztett mérkőzésen debütált, majd egyből meg is szerezte első gólját a klub színeiben. 2016-ban a Korona Kielce, majd 2017-ben a Piast Gliwice csapatánál szerepelt kölcsönben. 2018-ban az első osztályban érdekelt SZKA-Kabarovszk szerződtette.
2019 januárjában visszatért Lengyelországa és az ŁKS Łódź csapatánál folytatta a labdarúgást. Először 2019. március 16-án, a Warta Poznań ellen 3–0-ra megnyert bajnoki 62. percében, Rafał Kujawa cseréjeként lépett pályára, majd 18 perccel később be is talált az ellenfél hálójába. 2021. július 26-án négyéves szerződést kötött a Wisła Płock együttesével. Először a 2021. augusztus 9-ei, Radomiak ellen 1–0-ás győzelemmel zárult mérkőzés 73. percében, Marko Kolart váltva lépett pályára. Első góljait 2021. augusztus 20-án, a Zagłębie Lubin ellen 4–0-ra megnyert találkozón szerezte meg.

## Statisztikák
2023. május 27. szerint
| Klub                           | Szezon   | Osztály          | Bajnokság | Bajnokság | Kupa és Ligakupa | Kupa és Ligakupa | Nemzetközi | Nemzetközi | Összesen | Összesen |
| Klub                           | Szezon   | Osztály          | Meccs     | Gól       | Meccs            | Gól              | Meccs      | Gól        | Meccs    | Gól      |
| ------------------------------ | -------- | ---------------- | --------- | --------- | ---------------- | ---------------- | ---------- | ---------- | -------- | -------- |
| Wisła Płock                    | 2007–08  | I Liga           | 2         | 0         | 0                | 0                | —          | —          | 2        | 0        |
| Wisła Płock                    | 2008–09  | I Liga           | 4         | 0         | 0                | 0                | —          | —          | 4        | 0        |
| Wisła Płock                    | 2009–10  | I Liga           | 8         | 1         | 0                | 0                | —          | —          | 8        | 1        |
| Wisła Płock                    | 2010–11  | II Liga          | 14        | 1         | 0                | 0                | —          | —          | 14       | 1        |
| Wisła Płock                    | 2011–12  | I Liga           | 23        | 1         | 2                | 3                | —          | —          | 25       | 4        |
| Wisła Płock                    | 2012–13  | II Liga          | 33        | 10        | 2                | 2                | —          | —          | 35       | 12       |
| Wisła Płock                    | 2013–14  | I Liga           | 20        | 0         | 0                | 0                | —          | —          | 20       | 0        |
| Wisła Płock                    | Összesen | Összesen         | 104       | 13        | 4                | 5                | 0          | 0          | 108      | 18       |
| Raków Częstochowa (kölcsönben) | 2009–10  | II Liga          | 12        | 2         | 1                | 0                | —          | —          | 13       | 2        |
| Stal Stalowa Wola              | 2014–15  | II Liga          | 33        | 30        | 3                | 1                | —          | —          | 36       | 31       |
| Jagiellonia Białystok          | 2015–16  | Ekstraklasa      | 9         | 1         | 1                | 0                | 4          | 0          | 14       | 1        |
| Jagiellonia Białystok          | 2016–17  | Ekstraklasa      | 15        | 4         | 1                | 0                | 4          | 1          | 20       | 5        |
| Jagiellonia Białystok          | Összesen | Összesen         | 24        | 5         | 2                | 0                | 8          | 1          | 34       | 6        |
| Korona Kielce (kölcsönben)     | 2015–16  | Ekstraklasa      | 9         | 1         | 0                | 0                | —          | —          | 9        | 1        |
| Korona Kielce (kölcsönben)     | 2016–17  | Ekstraklasa      | 10        | 5         | 0                | 0                | —          | —          | 10       | 5        |
| Korona Kielce (kölcsönben)     | Összesen | Összesen         | 19        | 6         | 0                | 0                | 0          | 0          | 19       | 6        |
| Piast Gliwice (kölcsönben)     | 2016–17  | Ekstraklasa      | 12        | 0         | 0                | 0                | —          | —          | 12       | 0        |
| SZKA-Kabarovszk                | 2017–18  | Premjer Liga     | 9         | 0         | 0                | 0                | —          | —          | 9        | 0        |
| SZKA-Kabarovszk                | 2018–19  | Pervij Gyivizion | 16        | 3         | 1                | 0                | —          | —          | 17       | 3        |
| SZKA-Kabarovszk                | Összesen | Összesen         | 25        | 3         | 1                | 0                | 0          | 0          | 26       | 3        |
| ŁKS Łódź                       | 2018–19  | I Liga           | 11        | 6         | 0                | 0                | —          | —          | 11       | 6        |
| ŁKS Łódź                       | 2019–20  | Ekstraklasa      | 21        | 5         | 0                | 0                | —          | —          | 21       | 5        |
| ŁKS Łódź                       | 2020–21  | I Liga           | 30        | 9         | 2                | 0                | —          | —          | 32       | 9        |
| ŁKS Łódź                       | Összesen | Összesen         | 62        | 20        | 2                | 0                | 0          | 0          | 64       | 20       |
| Wisła Płock                    | 2021–22  | Ekstraklasa      | 28        | 13        | 1                | 0                | —          | —          | 29       | 13       |
| Wisła Płock                    | 2022–23  | Ekstraklasa      | 27        | 6         | 1                | 0                | —          | —          | 28       | 6        |
| Wisła Płock                    | Összesen | Összesen         | 55        | 19        | 2                | 0                | 0          | 0          | 57       | 19       |
| Összesen                       | Összesen | Összesen         | 346       | 98        | 15               | 6                | 8          | 1          | 369      | 105      |

## Sikerei, díjai
ŁKS Łódź
- I Liga
  - Feljutó (1): 2018–19